# Trioza anthrisci
Trioza anthrisci är en insektsart som beskrevs av Burckhardt 1986. Trioza anthrisci ingår i släktet Trioza och familjen spetsbladloppor. Arten är reproducerande i Sverige. Inga underarter finns listade i Catalogue of Life.